# Anadenidae
Anadenidae is een familie van weekdieren uit de klasse van de Gastropoda (slakken).

## Taxonomie
De volgende geslachten zijn bij de familie ingedeeld:
- Anadenus Heynemann, 1863
- Anadeninus Simroth, 1912